# Postal 2
Postal 2 — компьютерная игра 2003 года в жанре шутера от первого лица, разработанная компанией Running with Scissors. Она является продолжением игры 1997 года Postal и была выпущена для Microsoft Windows в апреле 2003 года, macOS в апреле 2004 года и Linux в апреле 2005 года. Postal 2, как и её предшественница, получила известность благодаря высокому уровню насилия, стереотипам и чёрному юмору. В отличие от первой игры, игра Postal 2 ведётся от первого лица.
Действие игры происходит в вымышленном городе Парадайз, основанном на реальном городе Бисби, Postal 2 рассказывает о жизни Чувака, который должен выполнять обыденные задания в течение игровой недели, при этом игрок решает, насколько агрессивно или пассивно он будет реагировать на различные ситуации. Игрок перемещается по открытому миру, выполняя свои обязанности, причем выбор игрока влияет на обстановку.
После выхода игра получила неоднозначную оценку критиков. Игра получила несколько пакетов расширения, а в декабре 2003 года было выпущено многопользовательское расширение под названием Postal 2: Share the Pain. Игра постоянно обновлялась, а в апреле 2015 года вышло новое расширение под названием Paradise Lost. Postal 2 стала самой быстро продаваемой игрой Linux Game Publishing в первый же месяц и внесла большой вклад в дальнейшую прибыльность компании.
Игра привлекла внимание своим жестоким геймплеем и вызвала множество споров. За игрой последовало продолжение. В декабре 2011 года выходит игра Postal III.

## Игровой процесс
Игроку предоставляется управление главным героем по имени Чувак, живущим в городе Парадайз. Основная задача игрока — выполнить все задания в течение недели, предоставляемые Чуваку в начале каждого игрового дня. Среди заданий встречаются такие, как, например, забрать деньги из банка или взять автограф Гэри Коулмана, причём игрок вправе выполнять задания сравнительно мирным способом или с крайней жестокостью. Чувак способен совершать различные девиантные поступки: заниматься мочеиспусканием на улице, убивать прохожих и так далее. При совершении неправомерных действий на глазах у полицейского у игрока начинает расти показатель розыска, до окончания которого сотрудники правоохранительных органов будут преследовать персонажа и пытаться его арестовать. Игра наполнена большим количеством чёрного юмора и социальной сатиры. Так, врагами главного героя становятся активисты, выступающие за запрет компьютерных игр и уничтожение литературы, или, к примеру, джихадисты.
Игровой мир, по которому перемещается герой, не является единым. Парадайз поделён на локации, за смену которых отвечают зоны загрузки.

## Сюжет игры
Сюжет игры никоим образом не связан с сюжетом первой части. Главный герой игры — Чувак, проживает рабочую неделю в городе Парадайз и совершает самые рядовые поступки: покупает молоко, обналичивает чек в банке. Однако каждая задача может быть решена различными способами. Чувак занимается обычными делами: ходит на работу, возвращает книгу в библиотеку, покупает молоко… Однако, что бы он ни делал, мир вокруг него словно сходит с ума. При попытке сходить на работу Чувак обнаруживает, что на фирму, в которую он только что устроился, напали протестующие против жестоких компьютерных игр и собираются убить всех работников. Пытаясь вернуть книгу в библиотеку, Чувак сталкивается с защитниками природы, которые протестуют против книг, так как на них тратится бумага, изготавливаемая из деревьев, убивают читателей и устраивают пожар в библиотеке. И так далее, и тому подобное. Каждый из этих эпизодов можно пройти как мирным, так и жестоким способом, но, вне зависимости от способа прохождения, после каждого такого инцидента у Чувака появляются враги, которые при встрече с ним будут пытаться его убить. Друг с другом группировки тоже не дружат, поэтому к пятнице Парадайз начинает напоминать зону боевых действий. К концу воскресенья на Парадайз сбрасывают атомную бомбу.

### Понедельник
За пару дней до событий Чувак вместе с женой и псом Чампом приехали жить в город Парадайз, для того чтобы Чувак занимался разработкой компьютерных игр в компании Running with Scissors. В понедельник с самого утра на Чувака обрушивается град проблем — кондиционер не работает, жена требует выполнить некоторые поручения, нужно идти на работу, Чамп случайно справил нужду прямо на ботинки хозяина (за что получил пинка) и вдобавок машина сломалась. Также жена напоминает о гравийной дорожке (мороженом). Когда жена спрашивает Чувака про работу он утверждает что «он взял творческий отпуск», хотя его уволили.

### Вторник
Проснувшись утром, Чувак получает новый список заданий от жены, а также сам решает устроиться на работу общественным деятелем, собирая подписи под петицию за то, чтобы заставить конгрессменов играть в жестокие игры.

### Среда
Делать в городе особенно нечего, поэтому главный герой вспоминает про своего покойного отца, Чувака Старшего, с которым отношения не сложились, поэтому на его могилу Чувак придёт «помочиться». Кроме этого, среда — день выборов, и Чувак как истинный гражданин своей страны обязан проголосовать. Вдогонку выясняется, что герою нужна рождественская ёлка (несмотря на то, что действия игры происходят в июле, летом ёлка дешевле).

### Четверг
Вокруг трейлера Чувака выросло так много сорняков, что он решил избавиться от них сразу, для этого ему нужно купить напалм. Также в городском супермаркете продают лучшую игрушку года — Кроччи. В голову Чувака пришла мысль купить бифштексы для своих друзей-психопатов. В дополнение ко всему этому полиция принесла квитанцию для оплаты штрафа. Однако выполнение этих заданий немного усложняется — в город для содействия полиции в борьбе с преступностью вводятся войска и спецназ.

### Пятница
Проснувшись утром, Чувак получает новую порцию заданий. Ему нужно купить генератор для своей сломанной машины «ДайФаКе '87», забрать посылку с почты и сходить на день рождения своего дяди Дейва. В добавление к этому, если главному герою приспичит справить нужду, он поймёт, что болен гонореей, и когда справляет нужду, у него отнимаются жизни. А это значит, что ему необходимо сходить в больницу и подлечиться. Этот день особенно характерен тем, что на улицах появляется тяжёлая военная техника — танки и гусеничные бронетранспортёры. В конце дня жена спрашивает Чувака о том купил ли он ей мороженое «гравийную дорожку», после чего слышны выстрелы.

## Apocalypse Weekend
Postal 2: Apocalypse Weekend — это пакет расширения к игре Postal 2, выпущенный компанией Running with Scissors 1 августа 2004 года для Microsoft Windows и 28 сентября 2005 года для версий Mac OS X и Linux. Apocalypse Weekend расширяет границы Рая новыми картами и миссиями, действие происходит в субботу и воскресенье, добавляет новое оружие и врагов, а также поднимает уровень жестокости и насилия на ещё более высокий уровень. Позже оно было включено в сборники Postal Fudge Pack и Postal X: 10th Anniversary наряду с Share the Pain и несколькими модами, созданными фанатами, включая A Week in Paradise, который позволяет содержимому Apocalypse Weekend появиться в оригинальной игре, а также позволяет играть на уровнях расширения в рамках оригинальной пятидневной кампании.
Действие Apocalypse Weekend начинается в субботу утром, когда Чувак просыпается в больнице с перевязанной головой после почти смертельного огнестрельного ранения. Хотя концовка Postal 2 оставляет неясным вопрос о том, стрелял ли Чувак в свою жену или жена стреляла в него, после пробуждения в больнице он находит открытку от жены, в которой говорится, что она уходит от него. Позже на официальном сайте было объявлено, что Чувак застрелился из-за того, что его пилила жена. Конечная цель Чувака — вернуть свой трейлер и собаку Чамп, и для этого он сбегает из больницы.
За исключением зомби, которые появляются позже в игре, кажется, что безумие, изображенное в конце «Пятницы» в предыдущей игре, сошло на нет. Чувак проходит несколько миссий, включая задания от своих бывших работодателей, «Бег с ножницами», встречи с зомби, страдающими коровьим бешенством, а также столкновения с террористами и военными. Периодически из-за ранения в голову Чувак попадает в неземное царство, где его атакуют клоны Гэри Коулмана. На протяжении всего уикенда Чувак отбивается от полчищ зомби, талибов и Национальной гвардии, пока наконец не сталкивается с зомбированным Майком Джаретом, сотрудником компании «Бегущий с ножницами». Уничтожив его, Чувак покидает Рай на своей машине с собакой и трейлером, в то время как Рай взрывается из-за мощной ядерной боеголовки, которую он «позаимствовал», чтобы уничтожить конкурирующую компанию по разработке и изданию видеоигр. Последние слова Чувака в игре — «Я ни о чём не жалею».
Хотя геймплей игры похож на её родительскую версию Postal 2, Apocalypse Weekend не такая бессрочная. Геймплей более линейный, игрок в основном вынужден следовать определённому пути, чтобы завершить игру — типично для большинства шутеров от первого лица. Кроме того, игрок не может играть за пацифиста и вынужден убивать животных и зомби, чтобы продвинуться в игре. В отличие от основной игры, Apocalypse Weekend также включает в себя несколько встреч с «монстрами-боссами». Все обычные кошки также заменены на «кошек-дервишей», которые вращаются подобно тасманскому дьяволу из Looney Tunes и при возбуждении атакуют любого находящегося рядом персонажа. Котов-дервишей также можно собирать и, помимо глушения оружия, бросать в NPC, чтобы атаковать их.
Apocalypse Weekend получила средний балл 45 из 100 на основе 4 рецензий на Metacritic, что означает «в целом неблагоприятные отзывы».

### Суббота
Чувак просыпается в больнице с перевязанной головой. Травма головы будет давать о себе знать в ближайшие два дня периодически возникающими галлюцинациями. Список дел на выходные составляется из полученных этим утром открыток. «Компания изымателей ACME» изъяла трейлер, в котором жил Чувак, нужно его вернуть. Верный пёс Чамп оказался в собачьем приюте, надо вызволить его оттуда. Герою позарез нужны деньги, а в принтере, как назло, кончились чернила. Выйдя из палаты, он разглядывает доску объявлений и решает «заработать, сдав сперму для исследований». После того как, Чувак сдает семянную жидкость, из под контроля выходит группа подопытных кошек и нападает на персонал больницы, периодически Чувак из-за полученной травмы попадает в альтернативную реальность, где отбивается от клонов Гарри Коулмана, Чувак прорывается к выходу из больницы. Выйдя из больницы главный герой решает перекусить в китайском ресторане, там он обнаруживает что в городе началось восстание живых мертвецов, убив 20 зомби, к главному герою обращается офицер полиции и предлагает Чуваку подработать инженером по взаимодействию с бешеными коровами, после приводит его на пастбище и выдает ему кувалду, там же на него нападают защитники животных L.A.M.E, которые вступают с главным героем в перестрелку. После уничтожения бешеных коров (в количестве 21 штуки) главного героя повышают до инженера по взаимодействию с голубями и выдают новый служебный гранотомет. После идет вставка из офиса RWS где генеральный директор Винс Дэйзи отвечает, что ему нет дела до миссии с голубями. После этого, главному герою звонит Винс и просит забрать Мастер-диск из неназванного издательства видеоигр, главный герой добирается до директора издательства и забирает диск себе. После чего Чувак направляется на вечеринку к Винсу, для доставки мастер-диска.

### Воскресенье
Утром, после вечеринки, на дом Винса нападают ранее уволенные им работники, превратившиеся в зомби. Чувак помогает Винсу и его другу Брайану уничтожить 80 зомби, после чего отправляется в город. В конце игры Чувак садится в свой чудом уцелевший автомобиль с прицепленным трейлером и вместе с Чампом, на фоне ядерного взрыва боеголовки, оставленной им в издательстве, навсегда покидает сумасшедший город Парадайз.

## Paradise Lost
Paradise Lost — DLC, анонсированное для Steam на E3 2014. Было выпущено 17 апреля 2015.
Сюжет Paradise Lost происходит через одиннадцать лет после событий Apocalypse Weekend. Чувак просыпается после 11-летней комы, вызванной радиацией, чтобы найти пропавшего пса Чампа, и вынужден отправиться назад в Парадайз, который стал постапокалиптической пустошью. Его задача — снова пять дней выполнять задания, которые, в отличие от оригинала, имеют более обширный и интересный сюжет. Paradise Lost содержит отсылки к Postal III, в которых игра показывается ночным кошмаром во время комы.

## Postal 2: Штопор жжот!
Postal 2: Штопор жжот! — официальный спин-офф и расширение к игре Postal 2, разработанный компанией Avalon Style Entertainment и выпущенный в 2005 году компанией «Акелла». Сюжет повествует о человеке по имени Штопор (по-русски: Штопор, тр. Штопор), который просыпается и обнаруживает, что его половой орган каким-то образом был ампутирован, и отправляется на поиски. Действие Postal 2: Штопор жжот!  происходит в "типичном провинциальном городке" Мухосранск-Сити. Игра была выпущена только в России и Японии (под названием «ポスタル2 ロシアより愛をこめて», что переводится как «Из России с любовью»). В 2017 году английская версия игры стала доступна бесплатно через Steam Workshop.

## Моды

### Postal 2: Eternal Damnation
Postal 2: Eternal Damnation — это полная модификация игры Postal 2 от компании Resurrection-Studios, выпущенная в 2005 году в виде бесплатной загрузки, а годом позже — в составе Postal Fudge Pack. Сюжет повествует о человеке по имени Джон Мюррей, который находится в психиатрической лечебнице после того, как убил человека, пытавшегося изнасиловать его девушку. Мюррей также встречается в игре Postal 2: Paradise Lost в качестве пасхального яйца.

## Противоречия
В 2004 году Управление по классификации фильмов и литературы запретило Postal 2 в Новой Зеландии, ссылаясь на высокий уровень содержания жестокости и насилия над животными. Распространение или приобретение для личного пользования является уголовным преступлением и карается лишением свободы на срок до 10 лет и штрафом в размере 50 000 долларов. В Австралии игра была запрещена Австралийским классификационным советом в октябре 2005 года, но запрет был снят в октябре 2013 года. В Швеции канцлер юстиции обратился в суд против местного дистрибьютора игры. Его обвинили в «незаконном изображении насилия» — преступлении, подпадающем под действие шведского закона о свободе слова. Суд прекратил дело 12 декабря 2006 года. В мае 2016 года игра была удалена из немецкой версии Steam, вероятно, из-за её содержания.
Разработчик Linux и Macintosh Райан К. Гордон, который портировал игру на эти платформы, заявил, что, по его мнению, игра является зеркалом худших сторон современного общества, сказав в интервью, что игра — это «блестящая карикатура на наше искалеченное, разобщенное, фаст-фуд общество, замаскированная под коллекцию грязных шуток и ультранасилия.» Майкл Симс, основатель Linux Game Publishing, также высказался по этому поводу, заявив, что «хотя я не был поклонником геймплея в Postal 2, мне понравилось послание, которое пыталась донести компания. Потому что в Postal 2 можно играть самым жестоким и графическим образом, но при этом не причинить вреда ни одному человеку. Я не знаю никого, кто бы так играл, но мне нравится, что люди, создавшие Postal, говорят, что вы можете пройти эту игру без насилия».
В январе 2008 года три девятнадцатилетних подростка были арестованы после трехнедельного поджога и кражи в округе Гастон, Северная Каролина. Их преступления, очевидно, были вдохновлены действиями, которые можно было совершить в Postal 2.

## Отзывы
| Сводный рейтинг    | Сводный рейтинг |
| Агрегатор          | Оценка          |
| ------------------ | --------------- |
| GameRankings       | 59,07 %         |
| Metacritic         | 50/100          |
| Иноязычные издания |                 |
| Издание            | Оценка          |
| Eurogamer          | 3/10            |
| Game Informer      | 7,5/10          |
| GameSpot           | 4,8/10          |
| IGN                | 5,5/10          |
| PC Gamer (US)      | 79/100          |

| Сводный рейтинг | Сводный рейтинг |
| Агрегатор       | Оценка          |
| --------------- | --------------- |
| GameRankings    | 61,43 %         |

Postal 2 получила «смешанные или средние отзывы», согласно сайту-агрегатору рецензий Metacritic. Некоторые из лучших рецензий игры были получены от PC Gamer и Game Informer. На другом конце спектра, GMR и Computer Gaming World (CGW) поставили Postal 2 нулевую оценку, причем CGW назвал Postal 2 «худшим продуктом, когда-либо навязанным потребителям». "В ответ на это негативные цитаты из рецензии Computer Gaming World были с гордостью размещены на коробке Postal Fudge Pack. Журналист CNN Марк Зальцман написал, что игра «скорее оскорбительна, чем забавна», и заключил, что «она просто заходит слишком далеко, слишком часто, и мало что ещё предлагает».
GameSpot раскритиковал время загрузки, графику и геймплей игры, а жестокость назвал «удивительно сдержанной» по сравнению с такими современными играми, как Soldier of Fortune II: Double Helix. В средней рецензии для IGN автору Ивану Суличу не понравился грубый и детский юмор игры, а сеттинг города он назвал «безвкусным». Eurogamer также осудил игру за незрелость. Иван Диз из IGN говорит, что у Чувака «больной ум», когда говорит об источнике некоторых поручений, которые ему приходится выполнять. Макдональд и Роча из Canada.com описывают Чувака как человека, чьим «смыслом существования было уничтожение всех — мужчин, женщин и детей — с помощью головокружительного арсенала оружия», но в то же время как «непонятого и отвергнутого человека, который мстит миру с помощью убийств».
Летом 2018 года, благодаря уязвимости в защите Steam Web API, стало известно, что точное количество пользователей сервиса Steam, которые играли в POSTAL 2 хотя бы один раз, составляет 1 911 217 человек.

## В других средствах массовой информации
Сцены игры можно увидеть в музыкальном клипе на сингл группы Black Eyed Peas «Where Is the Love?»

## Киноадаптация
Несмотря на то, что фильм был признан адаптацией первой игры Postal, одноимённая экранизация 2007 года режиссёра Уве Болла заимствует многие элементы из Postal 2, включая куклу Кротчи, трейлерный парк, глушитель из кота, магазин Lucky Ganesh, террористов, дядюшку Дэйва и его лагерь, среди прочих. Гэри Колман не был задействован в этом фильме; вместо него функцию Колмана в фильме исполнил Верн Тройер, появившийся в роли самого себя.
В 2013 году Болл анонсировал второй фильм Постал. 28 августа 2013 года Болл объявил, что финансирует производство «Постал 2» через Kickstarter, но проект был отменен в октябре 2013 года.